# Begonia ulmifolia
Espèce
Synonymes
- Begonia dasycarpa A.DC.[1]
- Begonia jairii Brade[1]
- Donaldia ulmifolia (Willd.) Klotzsch[1]

Begonia ulmifolia est une espèce de plantes de la famille des Begoniaceae. Ce bégonia est originaire d'Amérique du Sud. L'espèce fait partie de la section Donaldia. Elle a été décrite en 1805 par Carl Ludwig Willdenow (1765-1812). L'épithète spécifique ulmifolia signifie « à feuille d'orme » (Ulmus).

## Description

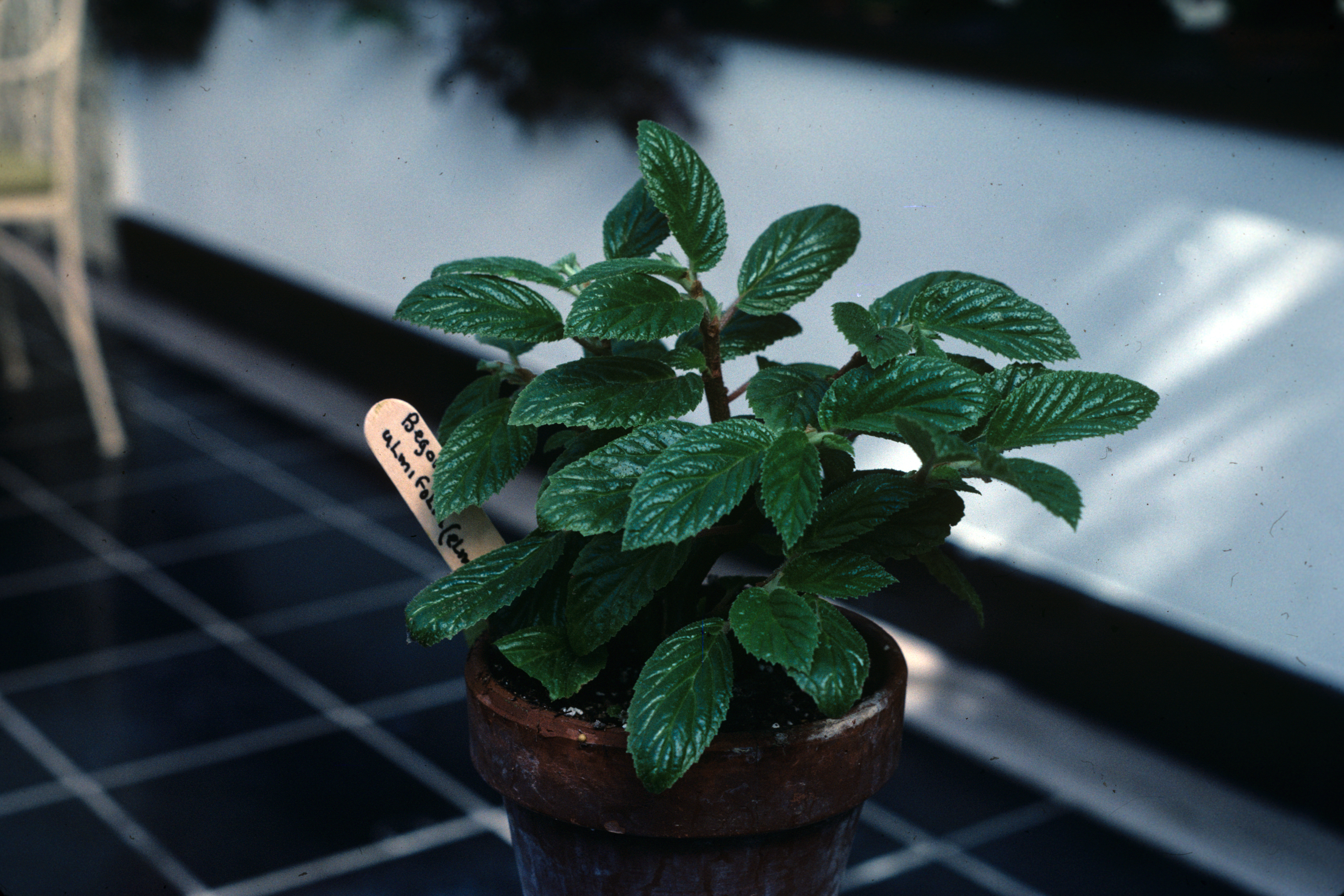
Begonia ulmifolia, spécimen cultivé

## Répartition géographique
Cette espèce est originaire des pays suivants : Brésil ; Guyane ; Guyana ; Suriname ; Trinité-et-Tobago ; Venezuela.